# Fuente del Tritón
La Fuente del Tritón se erige en el Quirinal (Roma, Italia), cerca de la Fontana de Trevi (41°54′13″N 12°29′18″E / 41.90361, 12.48833). Fue realizada por el genial maestro del Barroco italiano, Gian Lorenzo Bernini. Esta espectacular fuente está ubicada en el centro de la Plaza Barberini, cerca de la entrada al Palacio Barberini (que hoy alberga la Galería de Arte Antigua), que Bernini ayudó a rediseñar para su patrón, Maffeo Barberini, que se había convertido en papa con el nombre de Urbano VIII.
Queda a sólo unas manzanas de la obra de Borromini San Carlo alle Quattro Fontane. En la fuente, que Bernini ejecutó en travertino en 1642–43, el dios marino Tritón aparece lanzando un chorro de agua a través de una caracola, sentado sobre una enorme concha sostenida por cuatro delfines que entrelazan la tiara papal con llaves cruzadas y las abejas heráldicas de los Barberini en sus colas escamosas.  El Tritón, la primera de las fuentes de Bernini, se erigió para proporcionar agua del acueducto de Acqua Felice, que Urbano había restaurado, en una celebración dramática. Fue el último gran encargo de su gran mecenas.
El triunfal pasaje de Ovidio en Las metamorfosis Libro I, evocando un control similar al dios sobre las aguas y describiendo el secado tras el diluvio universal, que Urbano le dio a Bernini para ilustrarlo, era bien conocido para todos los contemporáneos romanos ilustrados:

Ya Tritón, a su llamada, aparece

Por encima de las olas; luce ropa tiria;

Y en su mano una trompeta retorcida lleva.

El soberano le pide que inspire pacíficos sones,

Y dé a las olas la señal para retirarse.

Su retorcida concha coge; cuya estrecha abertura

Crece poco a poco hasta hacerse grande,

Entonces sopla; el toque con sonido redoblado,

Recorre el amplio circuito del mundo entero:

El sol lo oyó el primero, en su temprano este,

Y encontró los ecos vibrantes en el oeste.

Las aguas, escuchando el rugir de la trompeta,

Obedece el mandato, y abandona la orilla.

La Fuente del Tritón es una de las evocadas en la obra de Ottorino Respighi Fontane di Roma. La leyenda aplicada a la Fontana de Trevi se ha extendido también a esta: que cualquier visitante que lanza una moneda al agua tiene garantizado su regreso a Roma.
Dos bocetos en terracota que se encuentran en el Detroit Institute of Arts, se han atribuido con seguridad a Bernini, y reflejan su exploración de los temas de la fuente de los delfines entrelazados y el musculoso Tritón, con cola escamosa.